# Bogdan Derwich
Bogdan Adam Derwich (ur. 8 lutego 1946 w Gdańsku, zm. 9 lipca 2024) – polski polityk, inżynier, poseł na Sejm X i IV kadencji (1989–1991, 2001–2005).

## Życiorys
Ukończył w 1971 studia na Wydziale Budowy Maszyn Politechniki Szczecińskiej. Od 1976 do rozwiązania był członkiem Polskiej Zjednoczonej Partii Robotniczej. W 1964 podjął pracę w Gminnej Spółdzielni „Samopomoc Chłopska”. Na początku lat 70. pracował w Dolnośląskich Zakładach Metalurgicznych w Nowej Soli, następnie w Pomorskich Zakładach Urządzeń Okrętowych „WARMA” w Grudziądzu, których został w 1982 dyrektorem naczelnym. W 1988 ukończył Podyplomowe Studium Organizacji i Zarządzania na Uniwersytecie Mikołaja Kopernika w Toruniu. Pełnił funkcję radnego Miejskiej Rady Narodowej w Grudziądzu, był również przewodniczącym Zarządu Miejskiego Towarzystwa Przyjaźni Polsko-Radzieckiej.
Sprawował mandat posła na Sejm X kadencji z ramienia PZPR oraz IV kadencji z ramienia Sojuszu Lewicy Demokratycznej (wybranego w okręgu toruńskim). W 2005 nie został ponownie wybrany. W latach 1998–2001 pełnił funkcję radnego oraz wiceprezydenta Grudziądza z ramienia SLD. Do 2006 kierował lokalnymi strukturami tego ugrupowania.
Pochowany na cmentarzu w Kobylance.

## Życie prywatne
Bogdan Derwich był żonaty, miał troje dzieci (Annę, Tomasza i Pawła).

## Odznaczenia
- Srebrny Krzyż Zasługi (1983)
- Medal 40-lecia Polski Ludowej (1984)[6]